# Jochen Hemmleb
Jochen Hemmleb (* 13. August 1971 in Bad Homburg vor der Höhe) ist ein deutscher Geologe, Bergsteiger und Buchautor.

## Leben
Jochen Hemmleb kam im Alter von zehn Jahren über seinen Vater zum Bergsteigen. Ab 1988 begann er mit der intensiven Aufarbeitung der Besteigungsgeschichte des Mount Everest, sein besonderes Interesse galt dabei den Ereignissen während der Britischen Mount-Everest-Expedition von 1924.
Im Jahr 1999 war er einer der Initiatoren und Organisatoren der Mallory & Irvine Research Expedition zur Mount Everest Nordseite. Bei dieser Expedition wurde der Leichnam des seit 1924 verschollenen Himalaya-Pioniers George Mallory gefunden.
Im Jahr 2001 folgte eine zweite, in den Jahren 2010 und 2011 schließlich eine dritte und vierte Expedition, die ebenfalls auf den Spuren der Ereignisse von 1924 waren (Suche nach Andrew Irvine).
In den Jahren 2004 und 2006 war Hemmleb mit Expeditionen an Nanga Parbat und Broad Peak aktiv. Auch bei diesen Expeditionen widmete er sich jeweils wichtigen Ereignissen und Personen der Alpingeschichte und veröffentlichte seine Aufarbeitungen in Büchern.
Jochen Hemmleb lebt mit seiner Familie in Lana, Südtirol.

## Expeditionen
- 1999: Mallory & Irvine Research Expedition, Mount Everest Nordseite
- 2001: Zweite Mallory & Irvine Research Expedition, Mount Everest Nordseite
- 2004: Nanga Parbat Expedition mit dem deutschen Bergfilmer Gerhard Baur
- 2006: österreichisch-deutsche Broad Peak-Chogolisa Expedition (siehe Markus Kronthaler)
- 2010: österreichisch-deutsche Irvine-Suchexpedition, Mount Everest Nordseite
- 2011: nepalesisch-österreichisch-deutsche Irvine-Suchexpedition, Mount Everest Nordseite

## Publikationen
- Ghosts of Everest: The Search for Mallory and Irvine Mit Larry A. Johnson & Eric R. Simonson. Mountaineers Books, Seattle 1999.
- Die Geister des Mount Everest. Die Suche nach Mallory und Irvine Mit Larry A. Johnson & Eric R. Simonson. Hoffmann & Campe, Hamburg 1999.
- Detectives on Everest - The 2001 Mallory & Irvine Research Expedition. Mit Eric R. Simonson. Mountaineers Books, Seattle 2002.
- Everest - Göttinmutter der Erde AS-Verlag, Zürich 2002
- Übersetzung: Illustrierter Atlas des Himalaya Von David Zurick & Julsun Pacheco; übersetzt und bearbeitet von Jochen Hemmleb. AS-Verlag, Zürich 2007
- Broad Peak, Traum und Albtraum - Auf den Spuren von Hermann Buhls letzter Expedition. Tyrolia, Innsbruck/Wien 2007; 2. erweiterte Auflage 2008
- Tatort Mount Everest: Der Fall Mallory – Neue Fakten und Hintergründe. F.A. Herbig/Terra Magica, München 2009.
- Nanga Parbat, Das Drama 1970 und die Kontroverse Tyrolia, Innsbruck/Wien 2010.
- AUSTRIA 8000 – Österreichische Alpinisten auf den höchsten Gipfeln der Welt. Tyrolia, Innsbruck/Wien 2013
- Übersetzung: Herausforderung 8000er. Die höchsten Berge der Welt im 21. Jahrhundert - Menschen-Mythen-Meilensteine. Von Richard Sale, Eberhard Jurgalski und George Rodway; übersetzt und bearbeitet von Jochen Hemmleb. Tyrolia, Innsbruck/Wien 2013, ISBN 978-3-7022-3294-8
- Übersetzung: Courage. Im Schatten des Nanga Parbat 1934. Die wahre Geschichte des Bergsteigers Hermann Hoerlin und einer lebensgefährlichen Liebe. Von Bettina Hoerlin; übersetzt und bearbeitet von Jochen Hemmleb. Tyrolia, Innsbruck/Wien 2014, ISBN 978-3-7022-3336-5
- Nanga Parbat 1970 - Tragedy and Controversy Mit Richard Sale. Carreg Ltd., Ross-on-Wye 2014, ISBN 978-0-9563163-2-5
- Gerfried Göschl: Spuren für die Ewigkeit Mit Heike Göschl-Grünwald. Egoth-Verlag, Wien 2014, ISBN 978-3-902480-90-3
- mit Roger Schäli, Rainer Rettner: Passion Eiger: Legendäre Routen damals und heute. AS Verlag, 2020, ISBN 978-3-03913-008-5

## Filmografie
- Die Marmormumie vom Mount Everest (Fachberatung), ZDF, 2000
- Welt der Wunder Spezial - Mount Everest (Fachberatung), Pro7, 2001
- Grab in eisigen Höhen (Fachberatung), Pro7, 2008
- Erster auf dem Everest (Drehbuch und Fachberatung) Universum – ORF2, .2010.

Fernsehreihe Die sechs Nordwände der Alpen (ZDF-Titel: Die dunkle Seite der Alpen)
- Eiger-Nordwand – Die Wand der Wände (Drehbuch und Fachberatung), Servus TV, 2012.
- Der zerfallene Berg – Die Petit Dru-Nordwand (Drehbuch und Fachberatung), Servus TV, 2012.
- Zwischen Licht und Schatten – Piz Badile-Nordostwand (Drehbuch und Fachberatung), Servus TV, 2012.
- Grenzen der Felskletterei - Nordwände der Drei Zinnen (Drehbuch, Fachberatung, Schnitt- und Regieassistenz). Servus TV, 2012.
- Das letzte Wort hat der Berg - Pioniere der Matterhorn-Nordwand (Drehbuch und Fachberatung). Servus TV, 2012
- Selig, wer in Träumen stirbt - Die Grandes Jorasses-Nordwand (Drehbuch und Fachberatung). Servus TV 2013

- Die Suche der Sherpas (Drehbuch und Fachberatung), Servus TV, 2012.
- Peter Ressmann: Eine Widmung (Fachberatung und Schnittassistenz). Servus TV 2013